# Sirathu
Sirathu es un pueblo y nagar Panchayat situado en el distrito de Kaushambi en el estado de Uttar Pradesh (India). Su población es de 14423 habitantes (2011). 

## Demografía
Según el censo de 2011 la población de Sirathu era de 14423 habitantes, de los cuales 7546 eran hombres y 6877 eran mujeres. Sirathu tiene una tasa media de alfabetización del 72,98%, superior a la media estatal del 67,68%: la alfabetización masculina es del 81,18%, y la alfabetización femenina del 63,98%.